# Guy Chantepleure

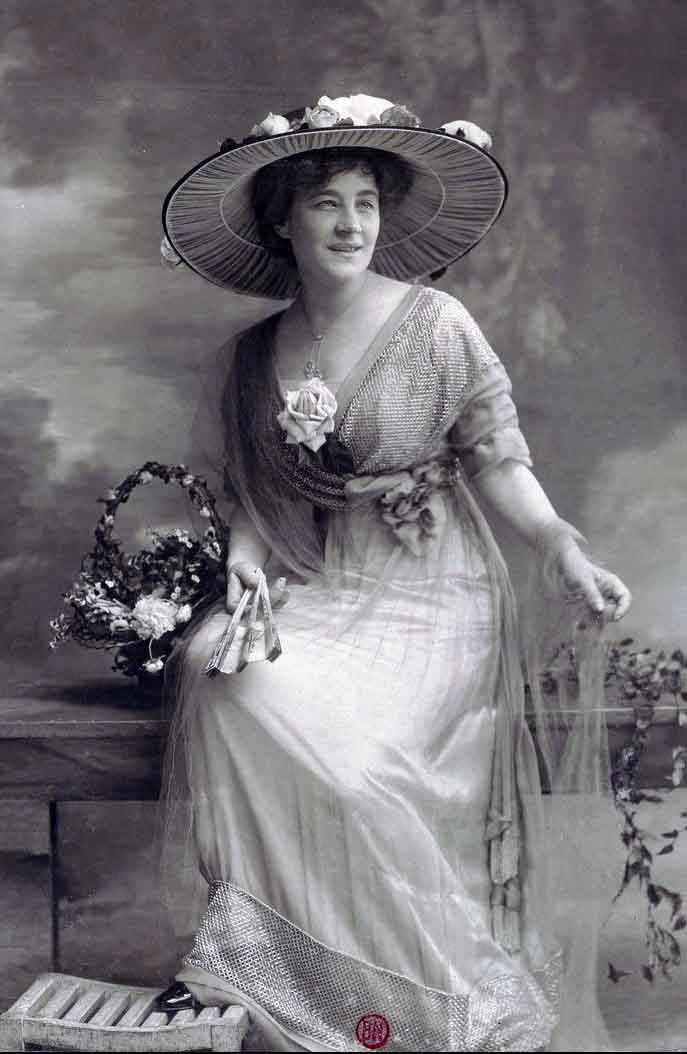
Guy Chantepleure (Atelier Nadar)

Guy Chantepleure ist das Pseudonym für die französische Schriftstellerin Jeanne-Caroline Augusta Violet (* 1. Februar 1870 in Paris; † 26. Juni 1951 in Mayenne, Département Mayenne). Einem On-dit nach nutzte Chantepleure für ihr Pseudonym einen Romantitel von Émile Pouvillon.

## Leben
Über ihre Kindheit und Jugend ist nicht sehr viel bekannt.
Der Balkankrieg 1912/13 überraschte Chantepleure in Griechenland. In der Stadt Ioannina (Epirus) machte sie die Bekanntschaft des Diplomaten Edgar Dussap (1875–1950) und konnte mit diesem in ihre Heimatstadt zurückkehren. Dort heiratete sie ihn im darauf folgenden Jahr. Das Paar hatte keine Kinder, doch sie wurde die Stiefmutter von René, dem Sohn aus erster Ehe.
Als ihr Ehemann in diplomatischer Mission nach Sydney (Australien) entsandt wurde, begleitete sie ihn, und sie besuchten beide u. a. auch Neukaledonien. Ihre Erlebnisse von dieser Reise fanden sich dann in ihrem Buch Escales océaniennes wieder.
Zu Beginn des Zweiten Weltkriegs wohnte Chantepleure zusammen mit ihrem Ehemann in Mayenne, und sie blieben dort bis an ihr Lebensende. Chantepleure starb 1951 und fand dort auch ihre letzte Ruhestätte neben ihrem Ehemann, der bereits 1950 gestorben war.

## Ehrungen
- 1896 Prix Montyon (Académie française) für Ma conscience en robe rose
- 1901 Prix Montyon für Fiancée d’Avril
- 1914 Pric Jules-Davine
- Die griechische Stadt Ioannina (Epirus) benannt ihr zu Ehren eine Straße
- Der Fotograf Nadar fertigte in seinem Pariser Atelier ein Porträt von Chantepleure.

## Werke (Auswahl)
Autobiografisches
- La ville assiégée. Janina, octobre 1912, mars 1913. Éditions Turquoise, Levallois-Perret 2014, ISBN 978-2-918823-03-2 (EA Paris 1913).
- Escales océniennes. Nouelle-Calédonie, Nouvelles-Hébrides. Calman-Lévy, Paris 1935.
- Eux et nous sur un bateau. Calman-Lévy, Paris 1936.
- Mes souvenirs de Bali. Calman-Lévy, Paris 1938.

Erzählungen
- Mon ami l’oiseau bleu. Recueil de contes. R. Mame, Tours 1901.
- Âmes féminines. Calman-Lévy, Paris 1905 (EA Paris 1902).
- La folle histoire de Fridoline. Calman-Lévy, Paris 1948 (EA Paris 1908)

Romane
- Ma conscience en robe rose. Calman-Lévy, Paris 1941 (EA Paris 1895)
- Fiancée d’Avril. Calman-Lévy, Paris 1950 (EA Paris 1895)
  - Deutsch: Ein Aprilscherz. Engelhorn, Stuttgart 1905 (2 Bände, übersetzt von Alwina Fischer).
- Le château de la vieillesse. R. Mame, Tours 1933 (EA Tours 1900)
- Les ruines en fleurs. Calman-Lévy, Paris 1926 (EA Paris 1901)
  - Deutsch: Blütenumrankte Ruinen. Engelhorn, Stuttgart 1904 (übersetzt von Alwina Fischer)
- Sphinx blanc. Calman-Lévy, Paris 1922 (EA Paris 1903)
- L’aventure d’Huguette. Calman-Lévy, Paris 1904.
  - Deutsch: Huguettes Abenteuer. Claude Chamboches Sekretär. Engelhorn, Stuttgart 1907 (übersetzt von Alwina Fischer)
- Malencontre (= Collection Nostalgie). Tallandier, Paris 1976 (EA Paris 1910)
- La passagère. Lafitte, Paris 1945 (EA Paris 1911).
- Le hasard et l’amour. Calman-Lévy, Paris 1941 (EA Paris 1911)
- L’inconnue bien-aimée.... Calman-Lévy, Paris 1925.
- Le magicien. Calman-Lévy, Paris 1948 (EA Paris 1927)
- Comédie nuptiale ... Roman. Calman-Lévy, Paris 1932.
  - Deutsch: Eine Heiratskomödie. Roman. Engelhorn, Stuttgart 1905 (übersetzt von Alwina Fischer).

Theaterstücke
- Le théâtre de la primevère. R. Mame, Tours 1904 (illustriert von Lucien Métivet)
Inhalt: „Florizel et Percinette“, „La migraine de l’impératrice“, „Lydie“, „Les trois fées“, „Diplomate ou voleur“ und „Mariage de raison“.

## Verfilmungen
- Germaine Dulac (Regie): Malencontre. Frankreich 1920.
- Jacques Daroy (Regie): La passagère. Frankreich 1949.